# أغروغورود
أغروغورود (بالروسية: Агрогород) هي مدينة في مقاطعة موسكو أوبلاست في روسيا.